# داستان هیکه (انیمه)
داستان هیکه(به ژاپنی:家物語, Heike Monogatari) مجموعه‌ای از پویانمایی شبکه اصلی است که از ترجمه هیدئو فوروکاوا به زبان ژاپنی مدرن در سال ۲۰۱۶ از داستان هیکه، یک حماسه تاریخی قرن سیزدهم که ظهور و سقوط خاندان تایرا را به تصویر می‌کشد، اقتباس شده است.